# Liza vaigiensis
Liza vaigiensis  o Chelon vaigiensis és un peix teleosti de la família dels mugílids i de l'ordre dels perciformes.

## Morfologia
Pot arribar als 63 cm de llargària total.

## Distribució geogràfica
Es troba des de les costes del Mar Roig i de l'Àfrica oriental fins a les de Tuamotu, sud del Japó, sud de la Gran Barrera de Corall i Nova Caledònia.